# 平田ほのか
平田 ほのか（ひらた ほのか、1999年11月16日 - ）は、大阪府大阪市出身のハンドボール選手。日本ハンドボールリーグの大阪ラヴィッツ所属。

## 経歴
四天王寺高等学校在学中の2017年10月に日本ハンドボールリーグの大阪ラヴィッツへ加入。

## 詳細情報

### 年度別成績
| 年       | チーム         | 試合 | フィールド 得点 | 率   | 7m    | 合計  | 警告 | 退場 | 失格 |
| -------- | -------------- | ---- | --------------- | ---- | ----- | ----- | ---- | ---- | ---- |
| 2017-18  | 大阪ラヴィッツ | 11   | 1/2             | .500 | 0/0   | 1/2   | 0    | 0    | 0    |
| 2018-19  | 大阪ラヴィッツ | 24   | 13/39           | .333 | 11/13 | 24/52 | 0    | 4    | 1    |
| JHL：2年 | JHL：2年       | 35   | 14/41           | .341 | 11/13 | 25/54 | 0    | 4    | 1    |

- 各年度の太字はリーグ最高

### 記録

#### 日本ハンドボールリーグ
- フィールドゴール初得点：2018年1月6日、対プレステージ・インターナショナル アランマーレ戦（ウィングアリーナ刈谷）[3]
- 7mスロー初得点：2018年9月22日、対ソニーセミコンダクタマニュファクチャリング戦（霧島市国分体育館）[4]

### 背番号
- 20 (2017年 - )